# Math elle aime
Math elle aime est le vingt-deuxième et dernier épisode de la vingt-sixième saison de la série télévisée Les Simpson et le 574e épisode de la série. Il est sorti en première sur le réseau Fox le 10 mai 2015.

## Synopsis
Lisa demande au Principal Skinner de se débarrasser du vieux matériel scolaire et de le remplacer par un tout nouvel équipement électronique. L'école devient alors Waldorf et les élèves doivent participer à une compétition mathématique contre l'école de Shelbybville. Mais lorsqu'une surcharge électrique intervient, ils devront compter sur l'aide de Willie et celle inattendue de Bart.

## Production
Le gag du canapé de l'épisode propose un crossover avec la série animée Rick et Morty. Dan Harmon écrit une première ébauche de la séquence avec Justin Roiland effectuant des réécritures.

## Réception
Lors de sa première diffusion l'épisode a attiré 2,82 millions de téléspectateurs.